# لارس نيوبورت
لارس نيوبورت (بالهولندية: Lars Nieuwpoort) هو لاعب كرة قدم هولندي في مركز قلب الدفاع، ولد في 29 نوفمبر 1994 في دن هيلدر في هولندا. لعب مع ألميره سيتي.

## وصلات خارجية
- لارس نيوبورت على موقع قاعدة بيانات كرة القدم.إي يو (الإنجليزية)
- لارس نيوبورت على موقع Soccerway.com (الإنجليزية)
- لارس نيوبورت على موقع عالم كرة القدم.نت (الإنجليزية)